# Good Time (canção de Owl City e Carly Rae Jepsen)
"Good Time" é uma canção do artista musical estadunidense Owl City contida em seu quarto álbum de estúdio The Midsummer Station (2012), e da cantora canadense Carly Rae Jepsen. Foi lançada como primeiro single do disco em 26 de junho de 2012.

## Faixas e formatos
| Download digital |             |         |  |
| N.º              | Título      | Duração |  |
| 1.               | "Good Time" | 3:25    |  |

| Extended play (EP) digital de remixes |                                     |         |  |
| N.º                                   | Título                              | Duração |  |
| 1.                                    | "Good Time"                         | 3:26    |  |
| 2.                                    | "Good Time" (Adam Young Remix)      | 3:10    |  |
| 3.                                    | "Good Time" (Fred Falke Full Remix) | 6:08    |  |
| 4.                                    | "Good Time" (Wideboys Club Remix)   | 5:31    |  |

## Desempenhos nas tabelas musicais

### Posições
| Tabela musical (2012)                                         | Melhor posição |
| ------------------------------------------------------------- | -------------- |
| Alemanha - Media Control Charts                               | 11             |
| Austrália - ARIA Charts                                       | 5              |
| Áustria - Ö3 Austria Top 40                                   | 9              |
| Bélgica - Ultratop 50 (Flandres)                              | 6              |
| Bélgica - Ultratop 40 (Valônia)                               | 8              |
| Canadá - Canadian Hot 100                                     | 1              |
| Dinamarca - Tracklisten                                       | 17             |
| Escócia - The Official Charts Company                         | 3              |
| Eslováquia - IFPI Slovenská Republika                         | 48             |
| Estados Unidos - Billboard Hot 100                            | 8              |
| Estados Unidos - Pop Songs                                    | 4              |
| Estados Unidos - Adult Pop Songs                              | 7              |
| Finlândia - IFPI Finlândia                                    | 16             |
| França - Syndicat National de l'Édition Phonographique        | 4              |
| Hungria - Magyar Hanglemezkiadók Szövetsége                   | 17             |
| Irlanda - Irish Recorded Music Association                    | 6              |
| Japão - Japan Hot 100                                         | 2              |
| Nova Zelândia - Recording Industry Association of New Zealand | 1              |
| Países Baixos - MegaCharts                                    | 15             |
| Reino Unido - UK Singles Chart                                | 5              |
| Chéquia - IFPI Česká Republika                                | 3              |
| Suécia - Sverigetopplistan                                    | 25             |
| Suíça - Schweizer Hitparade                                   | 4              |

### Tabelas de fim-de-ano
| Tabela musical (2012)              | Posição |
| ---------------------------------- | ------- |
| Canadá - Canadian Hot 100          | 30      |
| Estados Unidos - Billboard Hot 100 | 38      |
| Estados Unidos - Pop Songs         | 27      |
| Estados Unidos - Adult Pop Songs   | 38      |

### Certificações
| País                  | Certificação |
| --------------------- | ------------ |
| Austrália - ARIA      | 2× Platina   |
| Estados Unidos - RIAA | 2× Platina   |
| Nova Zelândia - RIANZ | 2× Platina   |

## Histórico de lançamento
| País           | Data                | Formato          | Gravadora          |
| -------------- | ------------------- | ---------------- | ------------------ |
| Estados Unidos | 26 de junho de 2012 | Download digital | Universal Republic |
| Canadá         | 26 de junho de 2012 | Download digital | 604                |
| França         | 20 de julho de 2012 | Download digital | Universal Republic |